# 염윤정
염윤정(?~)은 대한민국의 컬링 선수이다.